# Князь Тирново
Князь Тирново (болг. Княз Търновски) — титул, що належав первістку сина болгарського монарха. Його міг отримати лише спадкоємець престолу.
Найсильнішою болгарською фортифікацією Середньовіччя (XII—XIV ст.) та найважливішим політичним, економічним, культурним і релігійним центром імперії була стара столиця Тирново (Велико-Тирново). У XIV столітті, через ослаблення Візантійської імперії, Тирново претендував на роль Третього Риму завдяки своєму видатному культурному впливу на Балканах і у світі православних слов'ян.
У 1393 році після тримісячної облоги Тирново пав і все Болгарське царство захопила Османська імперія. Болгарський цар Іван Шишман переніс свою резиденцію в замок Нікополя, але прийняв титул князь Тирново (болг. Господин Търновски).
1593 року нащадок середньовічної династії Шишман, Тодор Балліна з Нікополя прийняв титул князь Тирново. Він був лідером першого тирновського повстання проти Османської імперії. У 1686 році Ростислав Страшимірович, інший нащадок династії та лідер другого тирновського повстання, також прийняв цей титул. Під час третього тирновського повстання в 1835 році, титул також був прийнятий лідером повстання Велхо Атанасов.
Після свого зречення від болгарського престолу, Олександр І Баттенберг отримав титул князь Тирново і використовував його до самої смерті.
У 1894 році перший син Фердинанда I, Борис III отримав титул князя Тирново як кронпринц, спадкоємець болгарського престолу. Використання назви було продовжено королівською сім'єю після скасування монархії в 1946 році. Дружина князя Тернівського також мала титул княжни Тирново (болг. Княгиня Търновска).
На даний момент, з 2015 року, титулом володіє Борис Сакскобургготски, перший син Кардам Сакскобургготски.

## Список князів Тирново
| Портрет | Князь                                            | Період      | Династія           | Герб |
| ------- | ------------------------------------------------ | ----------- | ------------------ | ---- |
|         | Князь Іван (? — 3 червня 1395)                   | 1393 — 1395 | Шишмановичи        |      |
|         | Князь Тодор                                      | 1593        | Шишмановичи        |      |
|         | Князь Ростислав                                  | 1686        | Шишмановичи        |      |
|         | Князь Велхо                                      | 1835        | Анатасов           |      |
|         | Князь Олександр (5 квітня 1857 — 23 жовтня 1893) | 1886 — 1893 | Гессенський дім    |      |
|         | Князь Борис                                      | 1894 — 1918 | Саксен-Кобург-Гота |      |
|         | Князь Симеон                                     | 1937 — 1943 | Саксен-Кобург-Гота |      |

Титулярні князі Тирновські
| Портрет | Ім'я         | З    | До   | Династія           | Герб |
| ------- | ------------ | ---- | ---- | ------------------ | ---- |
|         | Князь Кардам | 1962 | 2015 | Саксен-Кобург-Гота |      |
|         | Князь Борис  | 2015 | —    | Саксен-Кобург-Гота |      |